# Брук Невин
Брук Кендис Невин е канадска актриса, известна с ролите си като Рейчъл в ТВ-сериала Animorphs, и като Ники Хъдсън в 4400, участва и в Свръхестествено. Също така работи и в няколко други предавания като Смолвил и Чародейките.

## Биография
Брук Кендис Невин е родена на 22 декември 1982 г. в Торонто, област Онтарио, Канада.
Дъщеря на Никол (Ники) и Робърд Невин, който е пенсиониран професионален играч на хокей, играл в четири отбора. Има сестра на име Кейлит.

## Филмография
- My Suicide (2008)... Сиера
- Sherman's Way (2008)... Ади
- Илай Стоун (2008)... Моли Фостър
- Анатомията на Грей (2007)... Мажоретката
- The Comebacks (2007)... Мишел Фийлдс
- Comeback season (2006)... Кристин Пийрс
- My Boys (2006)... Трейси
- Винаги ще знам какво направи миналото лято (2006)... Амбър Уилямс
- Свръхестествено (2006)... Кат
- Without a Trace (2005)... Нел Клозън
- Смолвил (2005)... Бъфи Сандърс
- Чародейките (2005)... Хоуп
- Too Cool for Christmas (2004)... Линдзи
- 4400 (2004)... Ники Хъдсън
- Seriously Weird (2002)... Клаудия МкБрайд
- Animorphs (1998)... Рейчъл
- Goosebumps (1997)... Айрийн Райт